# Ciechocin (Koejavië-Pommeren)

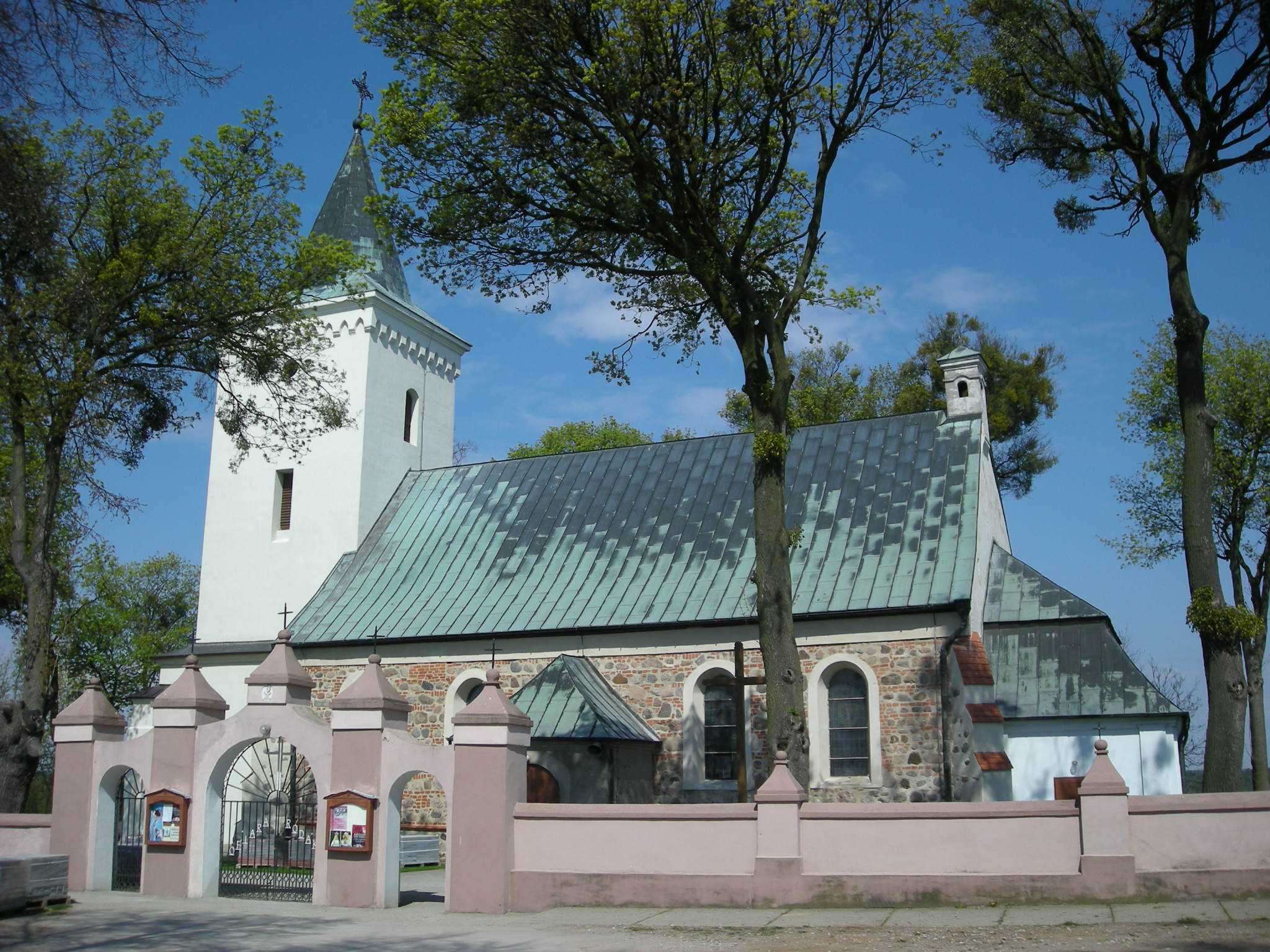
De kerk van Ciechocin

Ciechocin [t͡ɕeˈxɔt͡ɕin] (de: Cekzin) is een dorp in het Poolse woiwodschap Koejavië-Pommeren, in het district Golubsko-dobrzyński. De plaats maakt deel uit van de gemeente Ciechocin. Er woonden 816 mensen in 2011.

## Sport en recreatie
- Door deze plaats loopt de Europese wandelroute E11. De E11 loopt van Den Haag naar het oosten, op dit moment de grens Polen/Litouwen. Ter plaatse komt de route van het zuidwesten vanuit Brzozówka. de route vervolgt verder in oostelijke richting naar Golub-Dobrzyń.